# Dora, la espía
Dora, la espía è un film del 1943 diretto da Raffaello Matarazzo, tratto dalla commedia Dora (1877) di Victorien Sardou. Da questo soggetto, nel 1919, era stato tratto anche il film muto Dora o le spie, diretto da Roberto Roberti e nel 1926 il film statunitense Diplomacy, diretto da Marshall Neilan.

## Produzione
Il film fu interamente girato in Spagna.

## Distribuzione
Pur essendo prodotto da una società italiana, il film non è mai stato distribuito in Italia.